# Liste de romans sur l'Amérique précolombienne classés par titres
Cet article contient une liste de romans sur l'Amérique précolombienne classés par titres.

Voir aussi :
- la liste de romans sur l'Amérique précolombienne classés par auteur.
- la liste des ouvrages par auteur ;
- la liste des ouvrages par thème ;

- Haut – A
- B
- C
- D
- E
- F
- G
- H
- I
- J
- K
- L
- M
- N
- O
- P
- Q
- R
- S
- T
- U
- V
- W
- X
- Y
- Z

## A
- Gary Jennings, AztecaRoman historique très documenté

## J
- Alain Gerber, Le jade et l'obsidienne, Robert Laffonts, 1981Roman historique